# 山子腳 (臺中市)
山子腳，原寫為山仔腳，是臺灣臺中市南屯區的一個傳統地域名稱，位於該區西部偏北地帶。相較於今日行政區，其範圍大致為寶山里西南半部（周厝崙一帶地區）及東南端、文山里不含西南部邊界地帶中西側的貓仔崙一帶。

## 歷史
台灣清治末期至日治初期，山子腳地區為一街庄，稱為「山仔腳庄」，隸屬於捒東下堡。該庄西北與井仔頭庄為鄰，東北與知高庄為鄰，東南邊為新庄仔庄、劉厝庄，西南邊為番社腳庄。
1901年（日治明治三十四年）11月，全台廢縣廳改設二十廳，該庄隸屬於臺中廳。1903年（明治三十六年）6月，該庄編入「犁頭店區」，隸屬於臺中廳。1909年（明治四十二年）10月，合併二十廳為十二廳，犁頭店區隸屬不變。1920年（大正九年），全台地方制度大改正，廢十二廳改設五州二廳，該庄改制並雅化為「山子腳」大字，隸屬於臺中州大屯郡南屯庄。
戰後南屯庄改制為南屯鄉，隸屬於臺中縣，大字亦改制為村。1947年2月，南屯鄉併入臺中市改稱南屯區，村亦改制為里。1950年10月，中、彰、投分治，南屯區仍隸屬臺中市。2010年12月，臺中縣市合併為直轄臺中市，南屯區隸屬不變。

## 聚落
本地區發展較早的聚落有頂坑仔、下坑仔、西墩等，在日治期初期的官方地圖上已有記載。此外，本地區尚有周厝崙聚落。

## 交通
國道1號又稱「中山高速公路」，是台灣西部兩條縱向高速公路之一，大致以北偏東—南偏西走向經過知高地區東南端近邊界地帶，並於邊界北側市道136號交會口設有南屯交流道。由此可快速前往國道1號沿線各地。
市道125號（安和路）是大雅至鳥日區成功的道路，大致以北偏東—南偏西走向轉北北東—南南西走向經過本地區東南部，並位於國道1號西側。由該道路向北偏東可前往知高、下七張犁、水堀頭、林厝、下橫山、大雅市區並止於省道台1乙線路口，向南南西可前往番社腳、同安厝、學田、朥胥並止於省道台1乙線另一路口。
市道136號（向上路五段）是臺中市龍井區至南投縣國姓鄉龜溝的道路，大致以西北—東南走向蜿蜒經過本地區北部邊界最西側。由該道路向西北可前往大肚東北部邊界地帶、龍井東部、沙鹿西南部、梧棲與龍井交界地帶並止於省道台17線路口，向東南經國道1號南屯交道可前往南屯市區、台中市區、太平、國姓並止於省道台14線路口。